# Кирпичный (Хабаровский край)
Кирпи́чный — упразднённый посёлок в Охотском районе Хабаровского края. Входил в состав Резидентского сельского поселения.

## История
26.06.1809 г. вверх по реке Кухтуя от порта в разстоянии 14 верст построен кирпичный завод, в коем два крытых сарая и казарма для рабочих.
В конце 80-х годов кирпичный завод прекратил своё существование.
Проезжая от п. Охотск по дороге в п. Аэропорт в долине первого ручья, прорезающего морскую террасу, видны строения завода и сохранившиеся единичные полуразрушенные дома. Вот и всё, что напоминает нам о посёлке Кирпичный и некогда значимом предприятии строительного материала. С него, по сути, начиналась когда-то производственная структура Дальнего Востока.
Постановлением Законодательной Думы Хабаровского края от 25.09.2013 № 1253 посёлок Кирпичный был упразднен.

## Население
| 2002 | 2010 | 2011 | 2012 |
| ---- | ---- | ---- | ---- |
| 3    | ↘2   | →2   | ↘0   |